# Torre della Dogana di Sant'Ambrogio
La torre della Dogana di Sant'Ambrogio (XIII secolo) è una torre medievale situata a Sant'Ambrogio di Torino.

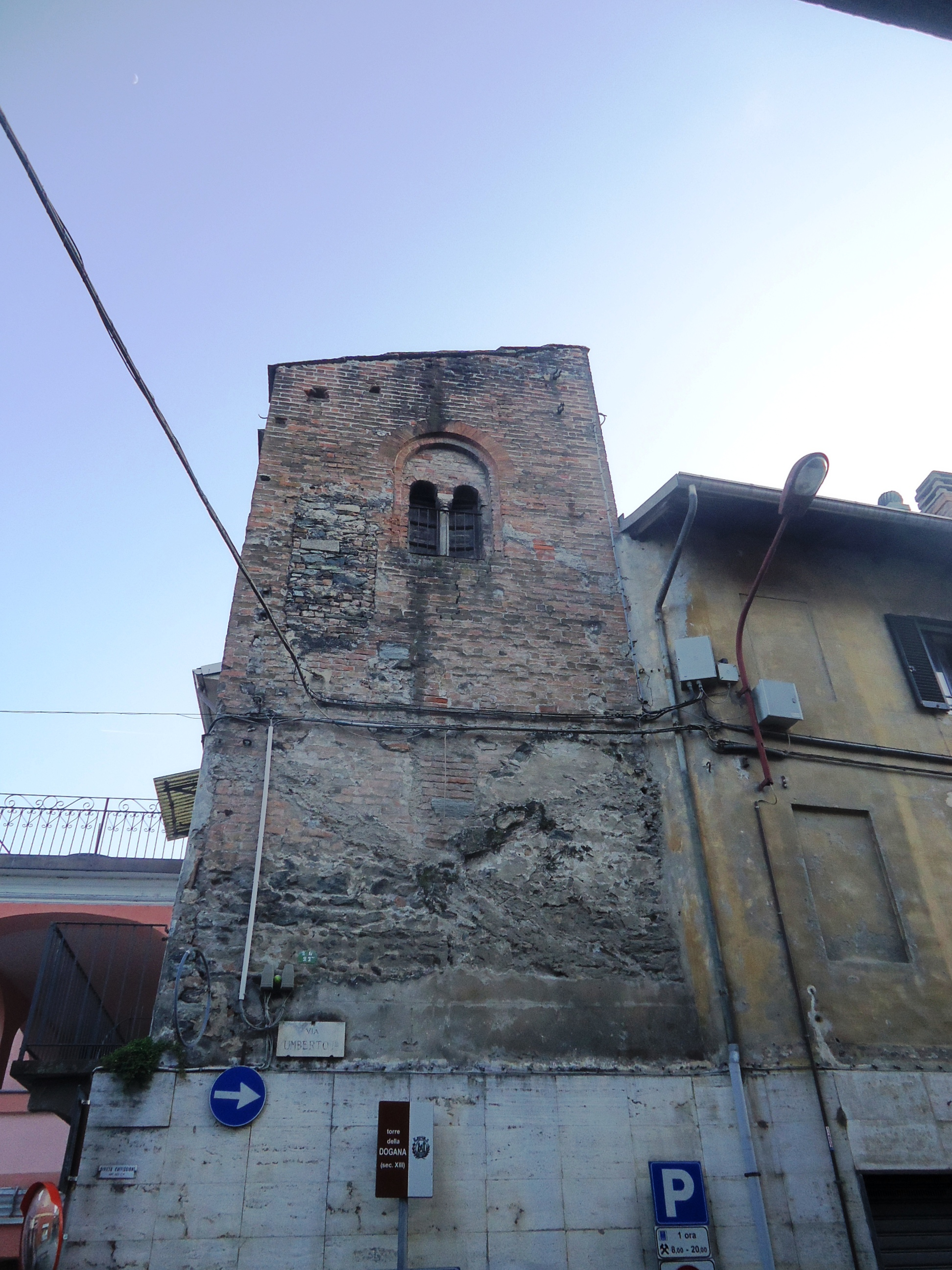
Torre della Dogana vista da Via Caduti per la Patria

## Storia
Successivamente alla data del 29 aprile 1162, quando l'imperatore Federico Barbarossa concesse in investitura all'abate Stefano della Sacra, il territorio di Sant'Ambrogio tornò sotto la giurisdizione della sacra di San Michele e nel villaggio fu costruita la torre della Dogana.
Presso questa torre, a partire dal XIII secolo venivano riscossi i pedaggi sulle persone, gli animali e le merci in transito; dato che si trovava nel centro abitato nei pressi di una delle quattro porte d'accesso al borgo, e sulla strada che tutti i viandanti dovevano percorrere.
Risulta che già nel 1207 fosse proprio presso questa torre che venivano riscosse le gabelle per il pedaggio e tasse relative ad altre attività come ricorda un documento di quell'anno in cui Tommaso I di Savoia concede all’Abate Pietro dell'Abbazia di San Michele il diritto di riscuotere presso il borgo di Sant’Ambrogio il pedaggio sulla raccolta delle chiocciole e sulla pesca.
Erano responsabili della dogana di Sant'Ambrogio i fratelli Pietro e Umberto Bartolomei a seguito della concessione di Amedeo IV, che consentì inoltre che “si pedagium alibi trasferetur in quod ilud percepire in Burgo Santi Ambrosi non valeret” gli sarebbe stato consentito di esigere una parte “ubicumque fuerit percepitus”.
I fratelli Bartolomei erano probabilmente esattori di professione, e pare che avessero alle loro dipendenze un collector (colui che riscuoteva le tasse e le gabelle) ed uno scriptor (colui che annotava il passaggio delle merci) pagati grazie ai redditi degli incassi, ed erano loro stessi a rilasciare la ricevuta di avvenuto pagamento al mercante.
Il Borgo di Sant'Ambrogio riuscì a mantenere nei secoli la vocazione di luogo di sosta come dimostrano i diari di moltissimi viaggiatori che soggiornarono nelle taverne e negli ostelli locali, e nonostante la progressiva perdita di centralità politica e amministrativa, il borgo la cui fortuna era indissolubilmente legata al prestigio dell’abbazia di San Michele, rimase un punto strategico per diversi secoli.